# Nelsonovo brodogradilište
Nelsonovo brodogradilište je pomorsko brodogradilište u mjestu English Harbour otoka Antigva u otočnoj federaciji Antigva i Barbuda koja je dio sustava veličanstvenih pomorskih vojnih građevina iz 18. stoljeća koje su izgradili Britanci (uz pomoć roblja iz Afrike) kako bi zaštitili svoje karipske posjede. Nacionalni park Nelsonovo brodogradilište je osnovan 1961. god. kako bi se zatitilo brodogradilište i pripadajući lokaliteti - Clarence House i Shirley Heights. Nazvan je po admiralu Horatio Nelsonu koji je ovdje živio od 1784. do 1787. god.
God. 2016., pomorsko brodogradilište i povezni arheološki lokaliteti na Antigvi su upisani na UNESCO-ov popis mjesta svjetske baštine u Sjevernoj Americi kao „svjedočanstvo europskog kolonijalnog širenja, rada afričkih robova i nastanka novih društava na Karibima”. 

## Povijest
English Harbour je osnovan kako bi kontrolirao obližnju francusku ispostavu na otoku Gvadalupa. Ovo mjesto je odabrano zbog duboke prirodne luke okruene okim brdima koji su je čuvali od uragana. Prvi brod koji je uplovio bila je jahta Dover Castle koja je bila poklon kralja Đure I. pukovniku Stroudeu, lovcu na pirate. English Harbour se prvi put spominje 1704. god. kada je izgrđena utvrda Fort Berkeley, jedna od 24 na Antigvi. Nakon što je uragan 1723. god. potopio 35 brodova u drugim lukama Antigve, a ovdje su dva usidrena broda preživjela bez oštećenja, britanski pomorski časnici su tražili da se u English Harbouru izgradi postrojenje za izgradu i opravku britanskih vojnih brodova. God. 1728. otvoreno je prvo brodograilšte, St. Helena, na istočnoj strani luke. Uskoro se ono pokazalo premaleno za britanske pomorske operacije, pa se pristupilo izgradnji dodatnih postrojenja na zapadnoj obali luke. Za izgradnju je angažirana robovska radna snaga s obližnjih plantaža. Od 1745. do 1765. izgrađeni su prostorije za novog zapovjednika (Časničke odaje), novo pristanište, dodatna skladišta i kuhinja s ostaom, te prvi dio dašnje pilane, kao i kameni zid kojim je zatvoreno brodogradilište. Od 1773. do 1778. dodatnou produljene zidine, a izgrađeni su čuvareva kuća, portirska loža, dva natkrivena pristaništa, kapetanova kuća i prva mornarička bolnica izvan brodogradilišta. Od 1785. do 1797. izgrađene su još mnoge druge građevine, a 1821. su Časničke odaje proširne kako bi mogle primiti rastući broj časnika koji su pratili svoje brodove. God. 1855. izgrađene su Mornarički ured i Činovnička kuća u kojima je današnji Muzej brodogradilišta.
God. 1889. Kraljevska mornarica je napustila bdogradilište i ono je počelo propadati. Društvo za zaštitu English Haboura je osnovano 1951. god. kako bi ga sačuvalo i ubrzo je otvoreno za javnost. Od izvornih građevina uređena su dva hotela, trgovine rukotvorina i hrane, restoran i velika marina, dok je obližnji nacionani park ispresijecan pješačkim stazama. Nelsonovo brodogradilište je danas mjesto održavanja jedriličarskih događaja kao što je regata Antigua Sailing Week i Antigua Charter Yacht Meeting, a od pojedinačnih natjecanja ističe se Sjevernoameričko prvenstvo u klasi optimist 2015. i 2016. god.
- Nelsonovo brodogradilište
- Admiralsko konačište, danas hotel
- Sidro ispred Časničkog doma
- Mornarička kuća, danas Muzej brodogradilšta
- Ostaci bivšeg Doma za brodove

## Poveznice
- St. George (Bermudi), Velika Britanija
- San Lorenzo (Panama)
- San Pedro de la Roca, Santiago de Cuba
- Kolonijalne utvrde i dvorci u Gani

## Vanjske poveznice
|  | Zajednički poslužitelj ima još gradiva o temi Nelsonovo brodogradilište |

- Small Island Developing States Programme (engl.) Preuzeto 21. kolovoza 2016.